# 川島宏 (赤軍派)
川島 宏（かわしま ひろし、1942年頃 - 2022年6月3日）は、日本の新左翼活動家（赤軍派）。アーバンデザイナー。
東大全共闘の主要なメンバーで、東大闘争を最初から最後まで戦い敗北した。大菩薩峠事件以後、赤軍派に身を投じ、よど号ハイジャック事件、PBM作戦を主要な立場で担った。1970年7月11日逮捕され、実刑。のちに川島宏祥と改名し、アーバンデザインの設計者として後半生を生きた。

## 来歴
静岡県静岡市に生まれる。士族だった家系で、地主の父親は自由党選出の静岡県議会議員だった。父とは9歳の時に死別した。1960年6月15日、静岡市での反安保デモに参加。1961年、静岡県立静岡高等学校卒業。1962年、東京大学理科一類に進学。
学生運動にかかわり、1963年にMELT同盟を結成し、1966年には「東大ベトナム反戦会議」に参加した。1967年に東京大学大学院工学系研究科都市工学専門課程に進学。大学院では丹下健三門下でトップの成績だった。
1968年に東大闘争が始まり、全共闘が結成されるとメンバーとなる。1969年1月の東大安田講堂事件で東大闘争が事実上終結すると、同年の全国全共闘結成大会に参加の後、共産同赤軍派に加盟した。1970年には「長征」と称した全国オルグを開始。同年、赤軍派の第2次政治局員となる（他に塩見孝也・田宮高麿・高原浩之・森恒夫）。しかし、7月11日に逮捕された。 よど号ハイジャック幇助の罪で懲役4年の実刑判決を受ける。
2022年6月3日に死去。